# ハロモナス・ティタニカエ

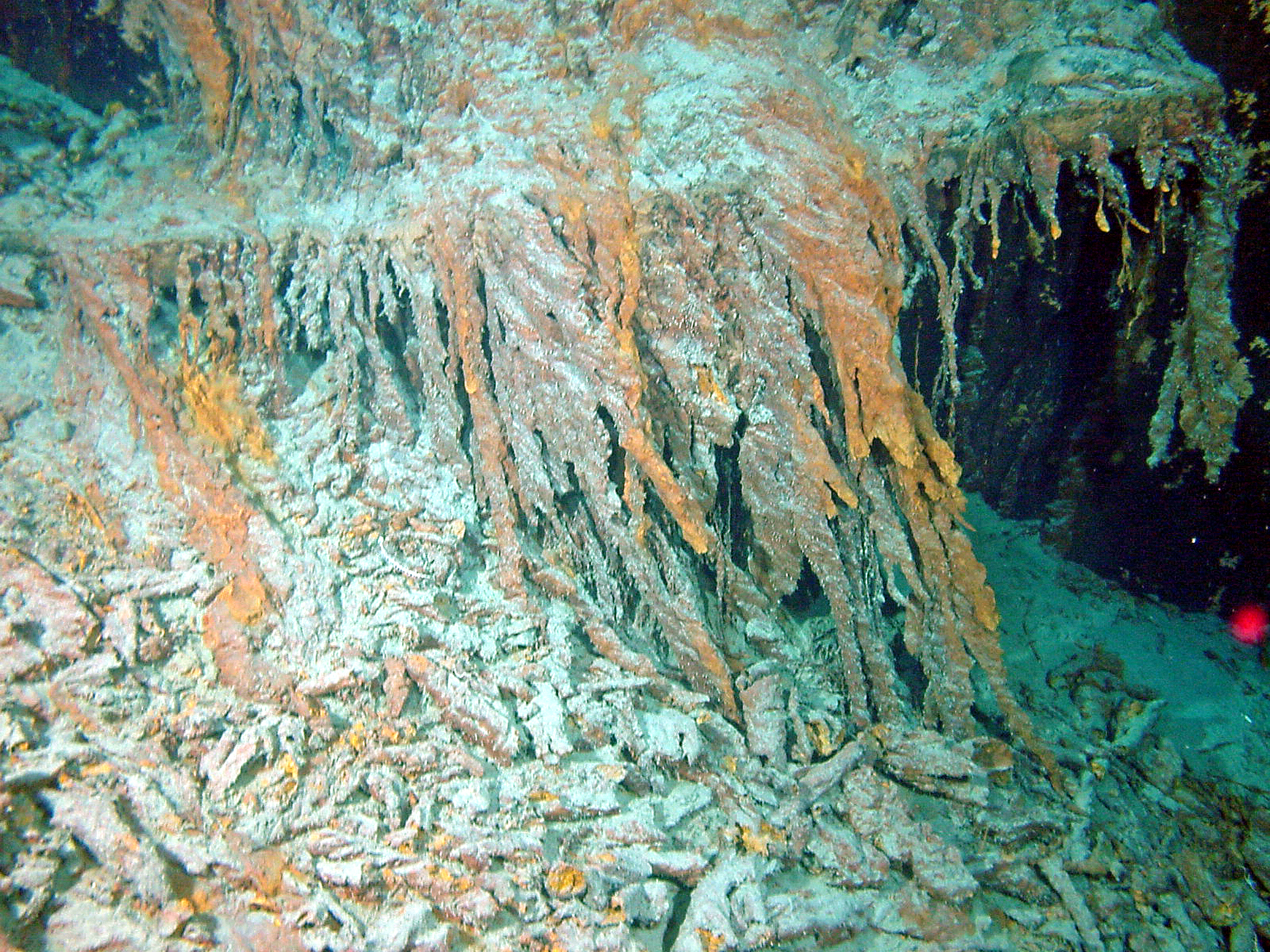
ハロモナス・ティタニカエは、タイタニック号の残骸にある、ラスティクルと呼ばれるつらら状の鉄さびから発見された。

ハロモナス・ティタニカエ (Halomonas titanicae) とは、プロテオバクテリア門ハロモナス科に分類される細菌である。

## 発見
ハロモナス・ティタニカエは、1912年に沈没し、多数の犠牲者を出した豪華客船タイタニック号の海底に沈んでいる残骸が海底にあることで生じた、つらら状の鉄さびであるラスティクル (Rusticle) のサンプル中から2010年に発見され、タイタニック号に因み命名された。「ティタニカエ」は「タイタニックの」を意味するラテン語である。
オレンジ色の酸化水酸化鉄(III)と赤色の酸化鉄(III)で構成されたラスティクルは、ハロモナス・ティタニカエ発見以前の調査では微生物が数十種類存在することは知られていたものの、大まかな分類しかされていなかった。そこでダルハウジー大学のヘンリエッタ・マンとバーブリーン・カウル（当時同大学院生）は、1991年に採集されたサンプルに存在する微生物の中から細菌を1種類採集し調べたところ、新種であることが判明した。また、ラスティクルはハロモナス・ティタニカエによって生成されたことが判明している。

## 生態
ハロモナス・ティタニカエは楕円形をしており、大きさは、短径0.5～0.8μm、長径1.5～6.0μmである。
飼育条件
- 生育温度：4～42℃（至適温度 30～37℃）
- 生育pH：5.5～9.5
- 生育NaCl濃度：0.5～25 wt%（至適NaCl濃度 2～8 wt%）

ハロモナス・ティタニカエは、鉄を食べて活動する鉄バクテリアである。ただし食べると言っても、直接鉄を捕食するという意味ではなく、鉄を酸化させ、そのエネルギーで代謝し活動しているという意味である。ただしそれは、約5万トンの鉄の塊であるタイタニック号を確実に腐食させている事を示す。事実、鉄で出来た部分は腐食によって最大で人の背丈ほどもある巨大なラスティクルを構成しているが、真鍮で出来た部分は腐食が起こっていない。発見者のマンによれば、ハロモナス・ティタニカエによる鉄の分解速度は不明なものの、写真による比較から、あと20年から30年でタイタニック号は分解され、鉄さびの塊になるであろうと推定している。

## その他
タイタニック号で発見された細菌がタイタニック号を破壊し尽くす可能性があるのは、歴史的な遺産の損失につながると懸念する声もあるが、逆に言えば、これまで分解されず海底に残ると考えられていた、鉄で出来た船や石油掘削機、貨物などが残らずに分解する事を示している。また、石油プラントの腐食を防ぐための方法や、新たな船の処分方法を研究開発できる可能性もある。
ハロモナス・ティタニカエは、名の通り好塩菌のハロモナス科に属するが、タイタニック号が存在する海面下約3800mの深海では、他のハロモナス科の種は見つかっていない。